# Liste der Naturdenkmale in Woppenroth
Die Liste der Naturdenkmale in Woppenroth nennt die im Gemeindegebiet von Woppenroth ausgewiesenen Naturdenkmale (Stand 13. Mai 2024).

## Naturdenkmale
| Nr.         | Bezeichnung                | Lage                                              | Beschreibung                                                                                   | Bild                                    |
| ----------- | -------------------------- | ------------------------------------------------- | ---------------------------------------------------------------------------------------------- | --------------------------------------- |
|             | Eiche südlich der Ortslage | südöstlich des Ortes; Flur Espel Lage             | Quercus sp., um 1700 gekeimt, 15 m hoch bei 3,85 m Brusthöhenumfang und 22 m Kronendurchmesser | Direkt Bild zu diesem Denkmal hochladen |
| ND-7140-144 | Stieleiche im Kaisergarten | nordwestlich des Ortes; Flur Am Kaisergarten Lage | Quercus robur                                                                                  | Direkt Bild zu diesem Denkmal hochladen |